# Línea 501 (Punta Alta)
La línea 501 es una línea de transporte urbano de pasajeros de la ciudad de Punta Alta; Argentina. El servicio es prestado por Compañía Belgrano S.A. con un valor actual de $880,00. Hace uso del Sistema Único de Boleto Electrónico (SUBE), con el cual se accede a descuentos y al Boleto Estudiantil financiado por el municipio de Coronel Rosales.

## Recorridos

### Salida
La Plata y Alvear, Alvear, Moreno, Hipólito Irigoyen, Sargento Cabral, 12 de Octubre, Rosario, Catamarca, Jujuy, Buenos Aires, 17 de Agosto, Mitre, Roca, Rosales, Colón, Puesto 1, Base Naval (final del recorrido)

### Regreso
Interno Base Naval (Inicio de Recorrido), Puesto 1, Cooperativa Obrera Suc. Nº 68, Colon, Alberdi, Humberto, Urquiza, 25 de Mayo, Rivadavia, Rodríguez Peña, Luiggi, Estrada, San Martín, Mendoza, Chaco, San Luis, Los Andes, Catamarca, Alem, La Plata, Alvear, Moreno, Hipólito Yrigoyen, Sargento Cabral, 12 de Octubre, Rosario, Rosario esq. Alvear (finaliza)

### Salida (horario escolar)
Durante el período escolar, y en el horario de ingreso de los educandos (07.30 Hs. y 12:30 Hs.), el recorrido de salida de la línea 501, se modificará en estos horarios conforme al siguiente detalle:
12 de Octubre y La Plata (inicio de recorrido), La Plata, Alvear, Córdoba, Alem, Paso a nivel, Bdo. de Irigoyen, Sáenz Peña, Luiggi, Buenos Aires, 17 de Febrero, San Juan, Jujuy, 17 de Agosto, Pellegrini, Rodríguez Peña, 9 de Julio, Pueyrredón, Bernardo de Irigoyen, Brown, Mitre, Roca, Villanueva, 25 de Mayo, Rosales, Colón, Puesto 1, interno Base Naval (final de recorrido).